# ملعب البنجاب
ملعب البنجاب هو ملعب كرة قدم يقع في لاهور  شرق باكستان . يسع الملعب لجلوس 10 ألف متفرج . يعتبر الملعب الرسمي الذي يخوض فيه منتخب باكستان مبارياته الدولية . تم افتتاحه في 3 يناير 2003 .